# Anolis guafe
Anolis guafe – gatunek jaszczurki z rodziny Anolidae. Występuje endemicznie na niewielkim obszarze w południowej Kubie; jest zagrożony wyginięciem.

## Systematyka
A. guafe zalicza się do zawierającego liczne gatunki rodzaju Anolis, klasyfikowanego obecnie w monotypowej rodzinie Anolidae. W przeszłości rodzaj ten umieszczany był w obrębie rodziny legwanowatych (Iguanidae).

## Rozmieszczenie geograficzne
Jaszczurka ta należy do gatunków endemicznych. Zasiedla ona wyłącznie Meseta de Cabo Cruz położone w południowej części Kuby. Obszary te są położone na wysokości od poziomu morza do 275 m n.p.m., a powierzchnia zasięgu występowania wynosi 744,7 km².
Jej habitatem są suche tereny porosłe roślinnością krzewiastą nad brzegiem morza, jak również suchy las wiecznie zielony w głębi wyspy.

## Zagrożenia i ochrona
W Czerwonej księdze gatunków zagrożonych IUCN Anolis guafe jest klasyfikowany jako gatunek zagrożony (EN, ang. Endangered).
Brak informacji na temat liczebności populacji i jej trendu. Zagrożenie dla tej jaszczurki stanowi nielegalny wyrąb lasów, jak też rolnictwo.
Zamieszkuje ona Park Narodowy Desembarco del Granma. IUCN dostrzega potrzebę przeprowadzenia dalszych badań nad gatunkiem.